# Bo Ekelund
Pour les articles homonymes, voir Ekelund.
Bo Daniel Ekelund (né le 26 juillet 1894 à Gävle et décédé le 1er avril 1983 à Saltsjöbaden) est un athlète suédois spécialiste du saut en hauteur. Affilié au IFK Malmö, il mesurait 1,87 m pour 75 kg.

## Biographie

### Palmarès
| Date | Compétition           | Lieu   | Résultat | Épreuve         | Performance |
| ---- | --------------------- | ------ | -------- | --------------- | ----------- |
| 1920 | Jeux olympiques d'été | Anvers | 3e       | Saut en hauteur | 1,900 m     |

### Records
| Épreuve         | Performance | Lieu | Date |
| --------------- | ----------- | ---- | ---- |
| Saut en hauteur | 1,93 m      |      | 1919 |